# シリタカ!
『シリタカ!』は、2018年4月2日から、2024年12月20日まで九州朝日放送の制作により、毎週月 - 金曜日の18:15 - 19:00に放送されていた報道番組。
開始初年度の2018年度のみ九州・沖縄地区の他のテレビ朝日系列フルネット5局でも第2部（18:15 - 18:25）のみネット受けしていた。

## 概要
これまでの『スーパーJチャンネル九州・沖縄』と『KBCニュースピア』の放送枠を統合したうえで、平日夕方のローカルワイドニュース番組として再出発。この放送枠の統合により、福岡の他の民放局の平日夕方のローカルワイドニュース（ローカル枠）の放送時間に並ぶことになった。
番組名となっている「シリタカ」とは、知りたいという意味の博多弁を表し方言を番組名に採用している。番組開始時のキャッチフレーズは『攻めてる新ニュース番組、福岡上陸!』である。
第一期　長岡、高崎時代
2018年4月2日放送開始。なお、これまで『スーパーJチャンネル九州・沖縄』をネットしていた九州・沖縄の系列局はこの番組の第2部をそのまま放送する。九州朝日放送以外の各局の番組表では『シリタカ!』ではなく、ブロックネット番組としての前身番組名『スーパーJチャンネル九州・沖縄』と表示しているが番組内ではどちらの名称も使用せず、冒頭で『九州沖縄つながるライブ』のテロップを右上に表示しているのみである（九州朝日放送のみ時刻表示の右横に当番組のロゴを表示している）。いずれにしても、本番組制作局である九州朝日放送としては第2部（月 - 金曜日 8:15 - 18:25）が6局ネット番組であることを番組公式ホームページで明確にしている。なお、制作局以外では2019年3月29日をもって第2部のネットを打ち切る（一部パートのみブロックネット番組から全編福岡県ローカル番組に転換される）。
2018年12月21日から12月28日まではニューススタジオから放送される。
2020年4月に発令された緊急事態宣言は日本全国を対象としたため、県外への外出自粛要請が出ていた事情から番組MCの高崎が熊本在住である事を踏まえ緊急事態宣言解除の週まで番組の出演を見合わせていた。（当時パーソナリティを務めていたKBCラジオ『STEP』でもほぼ同等の対応であった）
2020年10月5日からスタートしたKBCの情報番組『Touch』（2022年3月末で終了）の中で3月26日までは生放送パートで当番組の出演者が出演し（主にメインMCの長岡と気象予報士の松下が該当）天気とニュースを一項目さらに当日の番組予告を紹介した。またニューステロップも当番組の物を使用したため実質上の番組第一部となっていた。また放送エリアでの災害時や重大事故、事件の場合は報道特番対応又は当番組の臨時拡大版となる事があり、場合によっては『スーパーJ チャンネル』は5時50分からの短縮放送(4時40分からのパートは全編休止)となる。また毎年11月3日は15時45分から新生堂薬局presentsウインターカップ高校バスケットボール福岡大会決勝戦を放送。長岡もレポーターとして中継に参加する。（なおシリタカ!放送時間帯は長岡本人はスタジオではなく会場からの出演。）
2021年3月26日をもってメインMCの一人である高崎が産休のため番組を卒業した。3月29日から後任としてタレントの財津南美を起用。
第二期　長岡、財津時代
2021年3月29日からこの体制に､放送時間は変わらず。2021年7月29日、8月2日、6日はテレビ朝日系列にて東京オリンピック中継を16時40分から放送する（6日は早朝から）関係で番組は全編休止となる。（同時ネット番組であるテレビ朝日『スーパーJ チャンネル』自体も休止）
放送時間に関して前述とは異なる事例があり大型連休（お盆、年末年始が該当）、重大事件、大型災害時は放送を全編休止しスーパーＪチャンネルを完全フルネットでOAする場合がある。（主に木、金曜日。年末は『ミュージックステーションウルトラスーパーフェス』放送時も該当。その際代替の福岡ローカルニュースは放送されない場合あり）またテレビ朝日系列にて18時台から大型特番（主にサッカー日本代表戦やプロ野球日本シリーズなどのスポーツ中継やバラエティ番組のスペシャル版の場合あり）またはKBCで福岡ソフトバンクホークス戦が生中継される際には短縮放送や全編休止の場合があるなど編成の事情により異なる。（17時台は他の在福民放各局とは違い当番組は放送されず原則スーパーJ チャンネルのネット受けであるため。）
2021年8月12日、13日は当初は前述の通り放送休止予定であったが九州北部地区で大雨特別警報が出された（令和3年8月の大雨）関係で急遽18時15分から45分まで臨時で放送された。
2021年10月20日の放送では北九州市で開催される世界体操、世界新体操選手権のPRを兼ねて大会のメインキャスターを務める松岡修造がスペシャルゲストとして番組に出演した。（2023年5月3日にも博多どんたく港まつりのパレードに参加した後出演。）
テレビ朝日系列にて選挙ステーションが放送時のローカル版は当番組をベースにした特別版として約半数を差し替えて放送し、当番組の出演者がスタジオの進行及び福岡、佐賀の開票速報（2021年はMCを長岡と山崎、開票速報を和田がそれぞれ担当）を担当する。（ただし高崎、財津は出演せずKBCの解説委員が別途出演。またゲスト出演者も登場の場合あり）
2021年11月5日の放送では気象予報士の松下が初めて中継先から天気予報を担当した（当日は北九州市にて取材を担当したため。）現在も不定期で後任の岡も中継先から担当する時がある。
2021年12月24日はスーパーJ チャンネルからミュージックステーションウルトラスーパーフェスの流れで放送したが代替で福岡ローカルニュースが放送された（ただし当番組の出演者では無く別のアナウンサーが担当。）
2021年からは年末特別番組『声〜届けよう､あすへの言葉〜』を生放送。2021年は14時30分 - 放送。ゲストにテレビ朝日コメンテーター玉川徹を迎えて放送した。2022年は松田宣浩（当時福岡ソフトバンクホークスから読売ジャイアンツへ移籍したばかりであった）が出演。2023年は月曜日（12月25日）であったため放送時間を15時50分 - 17時33分まで放送した。これにより平日に15時台に放送されるのは番組史上初めての事案となった。
2022年長岡休暇時は今までとは違い代役のニュースMCを付けず、和田、山崎と財津のコンビ（長岡自身は2月7日 - 14日（月曜日から翌週月曜）まで休暇を取ったため火曜日の15日から復帰）で番組を進行した。（2月7、8、14日は和田と財津コンビで、9日 - 11日までは山崎と財津コンビでそれぞれ担当している）また2月28日から3月4日の一週間は和田､山崎が同時に休暇取得したため長岡、財津コンビ（代役ニュースMCは置かずに対応）で放送した。
2022年8月1日の放送にてメインキャスターの長岡が新型コロナウイルスに感染した事を発表。緊急の対応として8月1日 - 4日および8、9日を和田と財津ペアで、8月5日は番組OGの細谷と財津ペアでそれぞれ放送した。尚、この週（8月1日 - 5日まで）水 -　金曜日担当の山崎が夏季休暇中であり、当初はニュースMCとしての出演が想定されていた。また細谷は2020年7月の番組卒業以来2年振りの出演となった。（和田はスポーツアナウンサーでもあり、5日はラジオのソフトバンク対楽天戦の実況担当であった。また担当曜日であってもスポーツ中継やホークスの春季キャンプ取材を優先するため番組を休演する事もある。）
2022年10月3日から番組終盤をリニューアル。最終CM明けから提供送出、スポットニュースを挟みエンディング締めの挨拶後にステブルレスで次番組へ進む構成に変更された。（9月末まではエンディング後に提供送出後30秒CMを放送していた）また9月中旬頃から新人アナウンサーの小鹿潤がフィールドキャスターとして不定期に出演している。
2022年12月2日をもってニュースMCの一人である山﨑が産休のため番組を一旦卒業した。後任に12月7日から小鹿（水 - 木曜日）と細谷（金曜日担当）を起用。
2023年3月3日は19時4分まで臨時で放送枠を拡大。通常であれば前述通りテレビ朝日系列で特別番組が放送される際にはテレビ朝日と全編同時ネットとなるが、この日は侍ジャパン強化試合（日本代表対中日ドラゴンズ。テレビ朝日では18時50分放送開始）をテレビ朝日系列で生中継にて放送するが、中継時のローカルセールス枠及びミニ番組枠（19時 - 19時4分まで。一部放送局が使用）を使って延長放送された。尚、当番組の放送枠拡大及び19時台での放送は番組開始以来初めてである。
2023年3月31日を以って気象予報士の松下有菜と細谷めぐみ（産休のため2度目）が番組を卒業した。これにより2018年4月の番組立ち上げからの出演者は長岡のみとなった。2023年4月3日からは番組がリニューアルし、後任の気象予報士は番組に代理出演経験のある岡雄介が、金曜日のニュースMCは松下由依がそれぞれ務める。
2023年5月15日〜26日まで（24日はホークス戦中継のため休止）は番組開始5周年を迎えた特別企画として放送日各5名に5000円分のアマゾンギフト券が当たるキャンペーンを実施。そのPRとして出演者がアサデス。KBCに5月15日 - 19日まで出演した。（15日 財津、16日 長岡、17日 岡、18日 小鹿、19日 和田がそれぞれ出演。なお、16日にはアサデス。KBCから岡田理沙と宮本啓丞がKBCオーガスタゴルフトーナメントのPR宣伝のため（実況担当の沖繁義も）に当番組に出演したため非公式ではあるがシリタカ!×アサデス。の相互コラボ出演となった。）
2023年7月28日はゲストに世界水泳福岡水球日本代表の荒木健太が生出演のため17時33分からの放送となり、災害報道関係以外での番組の放送枠拡大は初めてとなった。それ以降もスポーツ関連で枠拡大する場合がある。またメインキャスターの長岡大雅が短縮放送時に限り他番組のロケなどの事情により休演することがある。
2023年8月11日は当番組の枠を使って当日放送の特番『水と緑の物語』の延長戦として放送。当番組の企画である『ゼロから科学室』やアサデス。7とwish＋の対決企画､お天気中継企画を放送した。（同年の水と緑の総合司会が当番組のメインMC2人であったためこの体制で放送。）
2024年1月31日放送でメインMCの長岡大雅が2月から6月末までの5か月間育児休暇取得のため番組MCを一時休止する事と同時に『子育てスタディ大使』に就任する事を発表した。翌2月1日からは進行MCとして石井裕二が長岡の代役を務め、新たに水曜日のニュースMCとして岡田理沙が新加入。（ただし兼任するアサデス。の事情で休演する場合あり。また和田が火曜日休演時は代行する事もある）また山崎萌絵が前週1月26日を以て卒業した松下由依と入れ替わる形で金曜日レギュラーとして復帰した。
2024年3月29日放送分を以て気象予報士の岡雄介が番組を卒業。後任には金子竜也が新加入し中上真亜子が金曜日のMC代行に就任。またアナウンサー陣も山崎と小鹿の担当曜日を入れ替え、（山崎が月曜、小鹿が金曜）和田が火曜日のみ週一の出演に変更。（但しロケ企画では他曜日も出演あり）小鹿の週ニ回出演は変わらず。
2024年7月1日より長岡がメインMCとして復帰。

## 番組の終焉
2024年12月9日、同月20日金曜日の放送をもって番組を終了することと、2025年1月6日から『ぎゅっと (テレビ番組)』の放送開始が告知された。

## 出演者
- 表記がない人物は九州朝日放送アナウンサー。

### キャスターほか
| 月曜日                                  | 火曜日     | 水曜日   | 木曜日   | 金曜日   |
| メインMC                                | メインMC   | メインMC | メインMC | メインMC |
| --------------------------------------- | ---------- | -------- | -------- | -------- |
| 長岡大雅                                |            |          |          |          |
| 財津南美                                |            |          |          |          |
| ニュースMC                              |            |          |          |          |
| 山﨑萌絵                                | 和田侑也   | 岡田理沙 | 小鹿潤   | 小鹿潤   |
| 曜日レギュラー                          |            |          |          |          |
| カイラ                                  | 中上真亜子 | 石井裕二 | 石井裕二 | カイラ   |
| 取材・中継リポーター                    |            |          |          |          |
| ノボセもんなべ 、あらた（むなかったん） |            |          |          |          |
| お天気キャスター                        |            |          |          |          |
| 金子竜也                                |            |          |          |          |

コメンテーター
- 西村香織（九州朝日放送報道情報センター長）
- 沢田幸二（シリスポのホークスマンオブ・ザ・ウイーク［月イチ企画。当番組ではパオーンとのコラボ企画と銘打っている］に出演。また一部企画でナレーションを担当する事もある）
- 西村龍次（九州朝日放送プロ野球解説者。2024年から週一の出演となる）

代理（いずれも過去の出演）
- 三澤澄也（メインMC、ニュースMC休暇時の代理だが稀に金曜日のみ中継にも参加する場合がある）
- 居内陽平（基本的に三澤と同様の対応だがニュースMC不在時が多い。2023年2月16、17日は長岡の代理キャスターを務めた。金曜日担当のアサデス。KBCのスポーツ☆キラリは別の人物（この週は月〜木曜担当の松下由依が休暇取得で休演していたため）が担当していた）
- 田上和延（局の事情により臨時のメインMCを務めた）
- 加藤恭子（局の事情により臨時での出演）
- 沖繁義（長岡が世界体操の取材による不在時の代理メインMCを務めた）

## 過去の出演者
メインMC
| 期間      | 期間       | 男性     | 男性     | 男性     | 男性     | 男性     | 女性     | 女性     | 女性     | 女性     | 女性                |
| 期間      | 期間       | 月曜日   | 火曜日   | 水曜日   | 木曜日   | 金曜日   | 月曜日   | 火曜日   | 水曜日   | 木曜日   | 金曜日              |
| --------- | ---------- | -------- | -------- | -------- | -------- | -------- | -------- | -------- | -------- | -------- | ------------------- |
| 2018.4.2  | 2021.3.26  | 長岡大雅 | 長岡大雅 | 長岡大雅 | 長岡大雅 | 長岡大雅 | 髙﨑恵理 | 髙﨑恵理 | 髙﨑恵理 | 髙﨑恵理 | 髙﨑恵理            |
| 2021.3.29 | 2024.1.31  | 長岡大雅 | 長岡大雅 | 長岡大雅 | 長岡大雅 | 長岡大雅 | 財津南美 | 財津南美 | 財津南美 | 財津南美 | 財津南美            |
| 2024.2.1  | 2024.3.29  | 石井裕二 | 石井裕二 | 石井裕二 | 石井裕二 | （不在） | 財津南美 | 財津南美 | 財津南美 | 財津南美 | 財津南美 山﨑萌絵   |
| 2024.4.1  | 2024.6.28  | 石井裕二 | 石井裕二 | 石井裕二 | 石井裕二 | （不在） | 財津南美 | 財津南美 | 財津南美 | 財津南美 | 財津南美 中上真亜子 |
| 2024.7.1  | 2024.12.20 | 長岡大雅 | 長岡大雅 | 長岡大雅 | 長岡大雅 | 長岡大雅 | 財津南美 | 財津南美 | 財津南美 | 財津南美 | 財津南美            |

ニュースMC・お天気キャスター
| 期間      | 期間       | ニュースMC | ニュースMC | ニュースMC | ニュースMC | ニュースMC | お天気キャスター |
| 期間      | 期間       | 月曜日     | 火曜日     | 水曜日     | 木曜日     | 金曜日     | お天気キャスター |
| --------- | ---------- | ---------- | ---------- | ---------- | ---------- | ---------- | ---------------- |
| 2018.4.2  | 2019.3.29  | 細谷めぐみ | 細谷めぐみ | 細谷めぐみ | 細谷めぐみ | 細谷めぐみ | 松下有菜         |
| 2019.4.1  | 2020.3.27  | 細谷めぐみ | 細谷めぐみ | 細谷めぐみ | 細谷めぐみ | 山﨑萌絵   | 松下有菜         |
| 2020.3.30 | 2020.7.31  | 山﨑萌絵   | 山﨑萌絵   | 細谷めぐみ | 細谷めぐみ | 細谷めぐみ | 松下有菜         |
| 2020.8.3  | 2021.3.26  | 山﨑萌絵   | 山﨑萌絵   | 山﨑萌絵   | 和田侑也   | 和田侑也   | 松下有菜         |
| 2021.3.29 | 2022.12.2  | 和田侑也   | 和田侑也   | 山﨑萌絵   | 山﨑萌絵   | 山﨑萌絵   | 松下有菜         |
| 2022.12.5 | 2023.3.31  | 和田侑也   | 和田侑也   | 小鹿潤     | 小鹿潤     | 細谷めぐみ | 松下有菜         |
| 2023.4.3  | 2024.1.31  | 和田侑也   | 和田侑也   | 小鹿潤     | 小鹿潤     | 松下由依   | 岡雄介           |
| 2024.2.1  | 2024.3.29  | 小鹿潤     | 和田侑也   | 岡田理沙   | 小鹿潤     | 和田侑也   | 岡雄介           |
| 2024.4.1  | 2024.12.20 | 山﨑萌絵   | 和田侑也   | 岡田理沙   | 小鹿潤     | 小鹿潤     | 金子竜也         |

コメンテーター
- 武内和久（元厚生労働省職員、第16代北九州市市長）

中継
- 原則不定期出演。1日に2 - 4地域の放送局が出演（担当）していた。

長崎文化放送 ※志久・河野以外は長崎文化放送アナウンサー
- 志久弘樹（長崎文化放送報道記者）
- 玉置佑規
- 吉永龍司
- 羽地政義
- 佐藤綾子
- 大嶋真由子
- 二唐正和
- 藤坂奈央
- 宮﨑真実
- 河野美来（長崎文化放送報道記者）

大分朝日放送 ※全員、大分朝日放送アナウンサー
- 寺田健人
- 椎木麻衣
- 山下拓見
- 浅見眞帆
- 広瀬俊輔

熊本朝日放送 ※全員、熊本朝日放送アナウンサー
- 松田朋子
- 柴田理美
- 住吉香音
- 舩津真弓
- 上田正恵
- 田中杜旺
- 松原大祐
- 土屋孝博

鹿児島放送 ※全員、鹿児島放送アナウンサー
- 村川裕
- 中西可奈
- 柏野仁弥
- 福田大二朗

琉球朝日放送 ※船越以外は琉球朝日放送アナウンサー
- 伊波紗友里
- 金城美優
- 比嘉夏希
- 沼尻和樹
- 中村守
- 船越遼太郎（琉球朝日放送報道記者）

## 放送時間
| 期間     | 期間       | 月曜日 - 金曜日              | 月曜日 - 金曜日              | 月曜日 - 金曜日  |
| 期間     | 期間       | ローカル枠                   | ローカル枠                   | ブロックネット枠 |
| -------- | ---------- | ---------------------------- | ---------------------------- | ---------------- |
| 2018.4.2 | 2019.3.29  | 16:44 - 16:50、18:15 - 19:00 | 16:44 - 16:50、18:15 - 19:00 | 18:15 - 18:25    |
| 2019.4.1 | 2024.12.20 | 18:15 - 19:00                | 18:15 - 19:00                | （廃枠）         |

## 過去のネット局
| 放送対象地域 | 放送局              | 系列           | 放送期間                     | 備考                                   |
| ------------ | ------------------- | -------------- | ---------------------------- | -------------------------------------- |
| 長崎県       | 長崎文化放送（NCC） | テレビ朝日系列 | 2018年4月2日 - 2019年3月29日 | 第2部（当時、18:15 - 18:25）のみネット |
| 熊本県       | 熊本朝日放送（KAB） | テレビ朝日系列 | 2018年4月2日 - 2019年3月29日 | 第2部（当時、18:15 - 18:25）のみネット |
| 大分県       | 大分朝日放送（OAB） | テレビ朝日系列 | 2018年4月2日 - 2019年3月29日 | 第2部（当時、18:15 - 18:25）のみネット |
| 鹿児島県     | 鹿児島放送（KKB）   | テレビ朝日系列 | 2018年4月2日 - 2019年3月29日 | 第2部（当時、18:15 - 18:25）のみネット |
| 沖縄県       | 琉球朝日放送（QAB） | テレビ朝日系列 | 2018年4月2日 - 2019年3月29日 | 第2部（当時、18:15 - 18:25）のみネット |

この他、福岡ソフトバンクホークスと広島東洋カープが日本シリーズで対戦した2018年には、シリーズ開催前後に広島ホームテレビ（HOME・広島県）の『みみよりライブ 5up!』との応援合戦企画を行った。

## 特番

### 九州沖縄 平成の大ニュース30選 あの人あの場所は今

#### 番組内容
- 2018年は、12月22日の15:30 - 17:30に『九州沖縄 平成の大ニュース30選 あの人あの場所は今』と題して放送、平成の大ニュースを映像と共にランキング形式で振り返った。
- ゲストには、『スーパーJチャンネル』キャスターの渡辺宜嗣が出演。
- 企画では九州・沖縄から具材を各局アナウンサーに持ってきてもらい「究極の寄せ鍋」を作る事になったが、鹿児島の食材のみ「鹿児島から福岡まで近い」という事で、中西可奈アナウンサーが究極具材を鹿児島から新幹線に乗り福岡のスタジオに持っていくという企画も並行して行う。
  - 17時15分頃に博多駅から車で移動していた際に究極食材をブリと紹介したものの、渋滞により放送時間内に間に合わなかった。番組内では前日に発注し当日朝にKBCに到着していたブリを使用した。

#### 出演者
- ◯印が付いている者は九州朝日放送アナウンサー。

メインMC
- 長岡大雅◯
- 髙﨑恵理
- 細谷めぐみ◯
- 渡辺宜嗣
- 佐藤綾子（長崎文化放送アナウンサー）
- 冨永実加子（大分朝日放送アナウンサー）
- 柴田理美（熊本朝日放送アナウンサー）
- 中西可奈（鹿児島放送アナウンサー）
- 中村守（琉球朝日放送アナウンサー）